# Liste der geschützten Landschaftsbestandteile im Landkreis Neustadt an der Waldnaab
Im Landkreis Neustadt an der Waldnaab gab es im Februar 2023 insgesamt 9 ausgewiesene geschützte Landschaftsbestandteile.

## Geschützte Landschaftsbestandteile
| Auwald mit Supfbereich in der Schweinenaabaue bei Friedersreuth | BW | LB-00558 | Pressath                              | ⊙ | 1,30 |  |
| Bruchwälder nördlich von Pechhof                                | BW | LB-00600 | Schwarzenbach Zwei Teilflächen:       | ⊙ | 5,94 |  |
| Eichenhain westl. von Steinfels                                 | BW | LB-00617 | Mantel                                | ⊙ | 0,90 |  |
| Erlenauwaldreste östlich Matzlesrieth                           | BW | LB-00578 | Vohenstrauß                           | ⊙ | 2,27 |  |
| Moor- und Streuwiesen in Eslarn                                 | BW | LB-00596 | Eslarn 14 Teilflächen rund um Eslarn: | ⊙ | 16,8 |  |
| Moorwald-Trenzer Weiher                                         | BW | LB-00557 | Schwarzenbach                         | ⊙ | 1,88 |  |
| Mühlbach bei Trebsau                                            | BW | LB-00580 | Bechtsrieth Zwei Teilflächen:         | ⊙ | 1,13 |  |
| Sandgrube bei Etzenricht                                        | BW | LB-00565 | Etzenricht Zwei Teilflächen:          | ⊙ | 2,98 |  |
| St. Felix Allee                                                 | BW | LB-00555 | Neustadt a.d.Waldnaab                 | ⊙ | 0,70 |  |
| Legende für Geschützter Landschaftsbestandteil                  |    |          |                                       |   |      |  |